# Klinische Neuropsychologie
Die Klinische Neuropsychologie ist die Wissenschaft vom Erleben und Verhalten, bezogen auf schädigungsbezogene Zustände und Veränderungen des Zentralnervensystems und daraus resultierender funktioneller Defizite, Aktivitätsstörungen und Einschränkungen der Partizipation an Lebensbereichen.
Die praktische Umsetzung der klinischen Neuropsychologie besteht in der Diagnose der Defizite und Einschränkungen, sowie darauf aufbauend, in der Entwicklung und Umsetzung therapeutischer Methoden. In der Therapie wird die Schwere der Defizite vermindert oder der Person eine bessere Anpassung an ihre Lebensumwelt ermöglicht.
Die neuropsychologische Diagnostik erfolgt häufig über viele verschiedene, standardisierte Untersuchungsmethoden, die zumindest nach den wichtigsten Gütekriterien für psychologische Testverfahren Validität, Reliabilität und Objektivität konstruiert sein sollten.
Am 24. November 2011 beschloss in Deutschland der Gemeinsame Bundesausschuss der Kassenärztlichen Bundesvereinigungen, der Deutschen Krankenhausgesellschaft und des Spitzenverbandes Bund der Krankenkassen, dass Patienten mit erworbenen hirnorganischen Erkrankungen – beispielsweise nach einem Schädelhirntrauma oder einem Schlaganfall – künftig eine ambulante neuropsychologische Therapie als Leistung der gesetzlichen Krankenversicherung beanspruchen können.

## Neuropsychologische Syndrome
- Zerebrale Sehstörungen (Rehabilitation von Sehstörungen)
- Störungen räumlicher Leistungen
- Störungen der Aufmerksamkeit und des Bewusstseins
- Neglect (Extinkt)
- Lern- und Gedächtnisstörungen
- Frontalhirnsyndrom
- Hirnorganisches Psychosyndrom
- Aphasie
- Apraxie
- Anosognosie, Agnosie (Objektagnosie)
- Leitungsstörungen / Diskonnektionssyndrome: Unter diesen Namen wird eine Reihe von neuropsychologischen Syndromen beschrieben, die nicht auf Funktionsstörungen in kortikalen Projektions- oder Assoziationsfeldern selbst beruhen, sondern auf die Unterbrechung der Verbindungen zwischen solchen Zentren zurückzuführen sind. Auch Apraxie, Aphasie, Agnosie und die reine Alexie lassen sich auf solche Störungen zurückführen. Generell wird versucht, viele neuropsychologische Syndrome durch eine Leitungsstörung zu erklären.
- Demenzsyndrome
- Pusher-Symptomatik (posturaler Hemineglect, räumlich perzeptive Basisstörung)
- Orientierungsstörungen
- Dysexekutives Syndrom – Störungen des Planens und Problemlösen (auch Frontalhirnsyndrom)

## Neuropsychologische Tests (Auswahl)

### Aufmerksamkeit
- Testbatterie zur Aufmerksamkeitsprüfung/TAP
- Trail making test/TMT
- d2-Test
- Wiener Testsystem: Determinationstest / DT
- Neglect Test/NET
- The Balloons Test
- Continuous Performance Task/CPT
- Testreihe zur Prüfung der Konzentrationsfähigkeit/TPK
- Dortmunder Aufmerksamkeitstest/DAT

### Sprache
- Aachener Aphasie-Test/AAT

### Gedächtnis
- Wiener Testsystem: Figuraler Gedächtnistest / FGT
- Verbaler Lern- und Merkfähigkeitstest/VLMT
- Wechsler Memory Scale/WMS-R
- Rivernmead Behavioural Memory Test/RBMT
- Corsi Block Span
- Lern- und Gedächtnistest/LGT-3
- Diagnosticum cerebraler Schädigungen/DCS
- Rey-Figure
- Benton-Test

### Exekutive Funktionen
- Wisconsin Card Sorting Test/WCST
- Wiener Testsystem: Plan-a-Day Test / PAD
- Behavioural Assessment of the Dysexecutive Syndrom/BADS
- Büro Test/BT
- Organisationsaufgabe
- Planungstest
- Türme von Hanoi/Tower of London
- Regensburger Wortflüssigkeitstest/RWT
- Ruff Figural Fluency Test/RUFF
- 5-Punkte-Test

### Wahrnehmung
- Wiener Testsystem: Wahrnehmungs- und Aufmerksamkeitsfunktionen: Alertness / WAFA
- Visual, Object and Space-Battery/VOSP
- Cambridge Low Contrast Gradings/CLCG
- Land Test
- Simultanextinktion
- Ishahara Test
- Farnsworth-Munsell 100-Hue Test

### Visuokonstruktion
- (Mosaik Test) Hamburg-Wechsler-Intelligenztest aus HAWIE-R
- Rey-Osterrieth Complex Figure Test
- Uhren-Zeichen-Test

### Apraxie
- Düsseldorfer Apraxie Test/DAXT
- Apraxie-Screening nach Poeck

### Intellektuelle Leistungsfähigkeit
- Wiener Testsystem: Free Response Matrice / FRM
- Leistungsprüfsystem/LPS; LPS-K (Kurzfassung); LPS-50+ (ab 50 Jahre); LPS-50+-K
- Intelligenz-Struktur-Test/IST-2000 R
- Hamburg-Wechsler-Intelligenztest für Erwachsene/Kinder/HAWIE-R; HAWIK
- Wortschatztest/WST
- Zahlen-Verbindungs-Test/ZVT

### Screenings
- Mini-Mental State Examination/MMSE
- Montreal Cognitive Assessment/MoCA
- Wiener Testsystem: Test-Set kognitive Basistestung / COGBAT
- Syndrom Kurztest/SKT
- Neuropsychological Impairment Scale/NIS
- Nürnberger Altersinventar/NAI
- TÜLUC
- Test zur Früherkennung von Demenzen mit Depressionsabgrenzung/TFDD